# Nicolas Martins
Nicolas Martins (* 18. ledna 1999, Toulouse) je ragbista hrající za francouzský klub Montpellier a portugalskou reprezentaci na pozici pravého rváčka. Ragby začal Martins hrát v sedmi letech. Narodil se francouzské matce a portugalskému otci. Jeho vzory jsou Richie McCaw a Thierry Dusautoir.
V roce 2022 odehrál za Portugalsko první reprezentační zápas. Zúčastnil se MS 2023 a při historicky prvním vítězství Portugalska na MS v ragby v zápase proti Fidži se stal nejužitečnějším hráčem zápasu. Byl zvolen do nejlepší sestavy tohoto světového šampionátu. V roce 2023 a 2024 byl vybrán do nejlepší sestavy Rugby Europe Championship.